# Departamento del Meta
Koordinaten: 3° 27′ N, 73° 42′ W
Das Departamento del Meta ist ein Departamento im geographischen Zentrum Kolumbiens, benannt nach dem zum Orinoco entwässernden Fluss Río Meta. Das Departamento hat etwa die Fläche Österreichs und erstreckt sich von der kolumbianischen Hauptstadt Bogotá je etwa 300 km nach Süden und nach Osten.
Das Departamento del Meta grenzt im Osten an das Departamento de Vichada im Süden an das Departamento de Guaviare im Südwesten an das Departamento del Caquetá und im Westen an das Departamento del Huila im Westen. Im Norden grenzt es an die Hauptstadt Bogotá und die Departamentos Cundinamarca und Casanare.

## Landschaft
Geographisch umfasst Meta das Hügel- und Tafelland im Mittel- und Oberlauf der Flüsse Río Meta und Guaviare (bzw. dessen Nebenfluss Ariari), die zum westlichen Einzugsgebiet des Orinoco gehören. Im Osten des Departamentos liegen auch noch die Quellflüsse des Vichada und Uva sowie im gebirgigen Westen – in einer den Anden vorgelagerten Gebirgskette – der Macarena-Nationalpark.
Das für die Viehzucht prädestinierte Tafelland kann großteils dem Landschaftstyp der Llanos zugeordnet werden. Fast alle seine Flüsse und Bäche fließen in östlicher Richtung (Nordost bis Südost), wo sich die Nachbardepartamentos zum Orinoco-Tiefland absenken.
Die Wirtschaft basiert auf Landwirtschaft und der Haltung von Rindern. An Feldfrüchten werden Reis, Mais, Bananen und Sorghum angebaut. Die Industrie spielt – von der Erdölförderung abgesehen – eine untergeordnete Rolle und ist hauptsächlich in und um Villavicencio angesiedelt.

## Administrative Unterteilung
Das Gebiet des Departamentos gliedert sich in 29 Gemeinden, siehe Liste der Municipios im Departamento del Meta.